# Pädagogisches Institut Weilburg
Das Pädagogische Institut Weilburg war eine Einrichtung der hessischen Lehrerbildung von 1946 bis 1963, deren Status einer Pädagogischen Hochschule entsprach.

## Geschichte

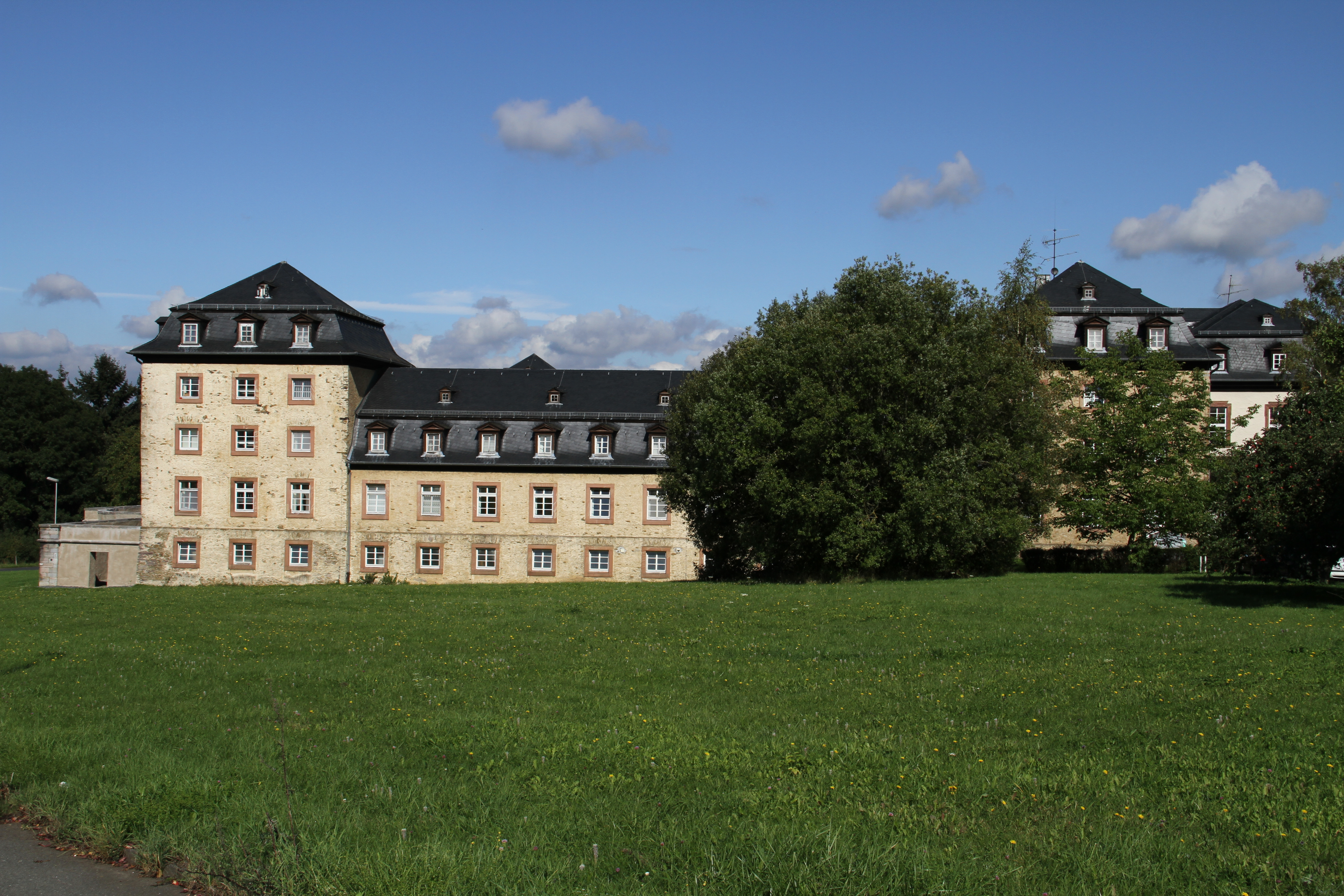
Schloss Windhof

Die Frankfurter Hochschule für Lehrerbildung war 1934 nach Weilburg verlegt worden, wo sich die Baumaßnahmen bis 1936 hinzogen. Am 1. November 1939 wurde die Hochschule kriegsbedingt wieder geschlossen, bestand nur formal bis 1941.
Im Jahr 1945 beschloss die US-Besatzungsbehörde zur Lehrerausbildung für die Volksschule und die Realschule das Pädagogische Institut Weilburg einzurichten, das 1946 die Lehre aufnahm. Ab 1947 konnte es auch wieder Räume im Weilburger Windhof nutzen. Das Institut bestand bis Ende 1963, bevor es ganz in die „Hochschule für Erziehung“ in Gießen überführt wurde. Ziel war dabei die Akademisierung der Lehrerbildung durch eine größere Wissenschaftsorientierung.
Die Direktoren waren Georg Morgenstern (bis 1950), Walter Asmus (bis 1954) und Julius Dettmar. Kurt Körber, ab 1953 Hans-Werner Surkau und Friedrich Hahn vertraten nacheinander die evangelische Theologie.

## Hochschule für Erziehung Gießen 1961–1967
Um die Lehrerbildung zu akademisieren, gründete das Land Hessen per Gesetz am 12. Mai 1960 zwei Hochschulen für Erziehung (HfE) in Frankfurt am Main und in Gießen, die die Pädagogischen Institute in Jugenheim und Weilburg aufnehmen sollten. Zum Sommersemester 1961, mit einer Feier am 17. Mai 1961 eröffnete die HfE Gießen ihren Betrieb. Die Professoren und Dozenten aus Weilburg wurden in der Regel bis 1963 dorthin versetzt oder neu berufen. Zum Präsidenten des Rates der HfE wurde Friedrich Trost. Weiter waren bekannte (außer)ordentliche Professoren Hildegard Hetzer, Friedrich J. Lucas, Dettmar, Adalbert Elschenbroich (Deutsch), Otto Brosius und Otto Antrick (Stellvertreter). Schon 1966/67 wurde die HfE in die jeweiligen Universitäten in Frankfurt und die Universität Gießen vollends als Abteilungen für Erziehungswissenschaften integriert. Die Universitäten opponierten verzögernd einer Aufwertung der Pädagogen zu gleichwertigen Professoren.

## Erinnerungstafel

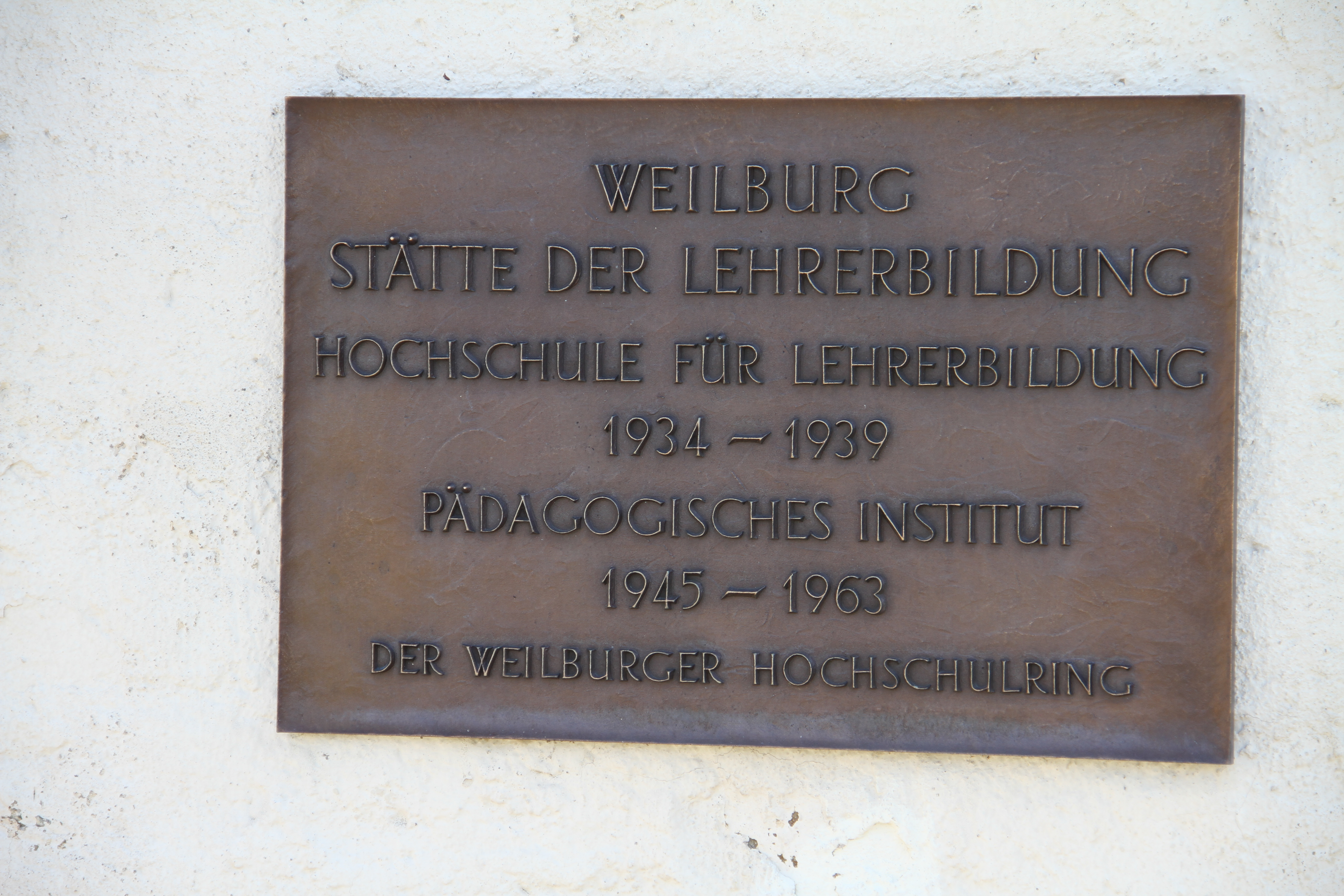
Erinnerungstafel

An das ehemalige Pädagogische Institut Weilburg erinnert eine Tafel am Schloss Windhof des Weilburger Hochschulrings e. V., der 1950 gegründet worden war und sich im Februar 2007 auflöste.

## Belege
1. ↑  August Schummer: Eröffnungsrede Hochschule für Erziehung Gießen. 1961, abgerufen am 11. Januar 2019.
2. ↑  Erziehungswissenschaften. Universität Gießen, abgerufen am 11. Januar 2019.
3. ↑  Rudolf Müller: Erinnerungstafel am Windhof. In: Sehenswert in Weilburg – Weilburger Denkmäler. Abgerufen am 11. März 2019